# Носирев Леонід Вікторович
Леонід Вікторович Носирев (Носирєв) (22 січня 1937, Івантєєвка, Московська область) — радянський і російський художник, художник-мультиплікатор, режисер, сценарист. Лауреат Премії Президента Російської Федерації в області літератури і мистецтва за творів для дітей та юнацтва (2019). Заслужений діяч мистецтв Російської Федерації (2003).

## Біографія
Народився 22 січня 1937 року в Івантєєвке.
У 1956 закінчив Федоскинские школу мініатюрного живопису, в 1961 закінчив курси художників-мультиплікаторів при «Союзмультфільм» і був прийнятий в штат студії. У 1975 закінчив вечірнє відділення МДУ ім.Ломоносова за фахом теорії і історії мистецтв. З 1969 — режисер кіностудії «Союзмультфільм». З 1996 — викладач ВДІКу.
Режисер і педагог, один з творців знаменитого мультиплікаційного альманаху «Весела карусель». Професійний художник, він прийшов на «Союзмультфільм» в 1961 році вчитися на мультиплікатора, потім брав участь у створенні фільмів «Історія одного злочину», «Топтижка», «Канікули Боніфація», «Скляна гармоніка», «Бременські музики».
У 1969 році Леонід Носирев з сюжетом «Антошка» увійшов до четвірки творців кіножурналу «Весела карусель». Це був його режисерський дебют. Пісня про Антошку зажила самостійним життям, а її герой перекочував в наступний сюжет Носирєва «Рудий, рудий, веснянкуватий». Далі режисер випустив ще дві популярних короткометражки «Два веселих гуся» і «Хом'як-мовчун», а потім приступив до створення «незалежного» кіно.
Найуспішнішою роботою Леоніда Носирєва стала екранізація казки Бориса Шергін «Чарівне кільце». З цього моменту тема російської півночі не відпускає режисера. Він екранізує кілька творів Бориса Шергіна, працює в співавторстві з Юрієм Ковалем, створює збірку «Архангельські новели». Майже всі ці фільми озвучує Євген Леонов. У 1992 році Носирев випускає збірку своїх найкращих фільмів під загальною назвою «Ой, хлопці, та-ра-ра!» Сюжети пов'язує саме Леонов, який з'являється на екрані сам і читає забавні примовки.
У 1999 році Леонід Носирев взяв участь у створенні «Пушкінського проекту», присвяченого 200-річному ювілею поета. Однак фільм «Пінежскій Пушкін» вийшов лише через 2 роки.

## Фільмографія

### Режисер
1. 1969 — Антошка «Весела карусель» № 1
2. 1970 — Два веселих гуся «Весела карусель» № 2
3. 1971 — Рудий, рудий, веснянкуватий «Весела карусель» № 3
4. 1972 — Хом'як-мовчун «Весела карусель» № 4
5. 1974 — Вершки і корінці
6. 1975 — Комаров
7. 1976 — Чуріділо
8. 1977 — Морожени пісні
9. 1979 — Чарівне кільцеэ
10. 1981 — Тигреня на соняшнику
11. 1983 — Жив у бабусі козел
12. 1986 — Архангельські новели (випуск 1)
13. 1988 — Сміх і горе у Біла моря
14. 1991 — Mister Пронька
15. 1992 — Ой, хлопці, та-ра-ра!
16. 1993 — Фантазери з села Угори
17. 2003 — Пінежскій Пушкін

### Сценарист
1. 1970 — Два веселих гуся «Весела карусель» № 2
2. 1974 — Вершки і корінці
3. 1975 — Комаров
4. 1977 — Морожени пісні
5. 1978 — Дощ
6. 1979 — Чарівне кільцеэ
7. 1981 — Тигреня на соняшнику
8. 1983 — Жив у бабусі козел
9. 1986 — Архангельські новели (випуск 1)
10. 1987 — Вічні льоди
11. 1988 — Сміх і горе у Біла моря
12. 1991 — Mister Пронька
13. 1992 — Ой, хлопці, та-ра-ра!
14. 1993 — Блазень Балакірєв
15. 1993 — Чуффик
16. 1993 — Фантазери з села Угори
17. 2003 — Пінежскій Пушкін
18. 2015 — Про Комарова «Весела карусель» № 41

### Художник-постановник
1. 1969 — Антошка «Весела карусель» № 1
2. 1970 — Два веселих гуся «Весела карусель» № 2
3. 1971 — Рудий, рудий, веснянкуватий «Весела карусель» № 3
4. 1975 — Комаров
5. 1992 — Ой, хлопці, та-ра-ра!
6. 1993 — Фантазери з села Угори

### Художник-мультипликатор
1. 1962 — Історія одного злочину
2. 1963 — Африканська казка
3. 1964 — Можна і не можна
4. 1964 — Топтижка
5. 1965 — Канікули Боніфація
6. 1966 — Най, най, най, най
7. 1966 — Сьогодні День народження
8. 1966 — Людина в рамці
9. 1967 — Пісня про Сокола
10. 1967 — Раз-два, дружно!
11. 1968 — Скляна гармоніка
12. 1969 — Бременські музики
13. 1969 — «Весела карусель» № 1
14. 1970 — Катерок
15. 1970 — Бувальщина-небилиця
16. 1971 — «Весела карусель» № 3
17. 1972 — Метелик
18. 1972 — Зубная быль
19. 1973 — Ми З Джеком
20. 1973 — Вокруг света поневоле

### Документальне кіно
У 2013 році про Леоніда Вікторовича Носирева знятий документальний фільм «Летіла казка з Півночі [Архівовано 16 лютого 2016 у Wayback Machine.]».

## Нагороди
- 1979 — «Чарівне кільце»  срібна медаль «За кращу казку» на МКФ в Оденсе, 1980 рік; приз Всесоюзного кінофестивалю в Душанбе, 1980 рік.[4]
- 2012 — Подяка Міністерства культури Російської Федерації — за великий внесок у розвиток анімаційного кіно, багаторічну плідну працю та у зв'язку зі 100-річним ювілеєм російської анімації[5]
- 2013 — Х Міжнародний благодійний кінофестиваль «Променистий ангел» — Спеціальний приз дирекції кінофестивалю «За видатний внесок у світове кіномистецтво» — Леонід Носирев, кінорежисер, художник, аніматор, заслужений діяч мистецтв Росії, один з творців кіножурналу «Весела карусель», викладач ВДІКу ми. С.А. Герасимова.[6]
- 2019 — Премія Президента Російської Федерації в області літератури і мистецтва за творів для дітей та юнацтва - за видатний внесок у розвиток вітчизняного та світового анімаційного мистецтва.
- 2020 Національна анімаційна премія «Ікар» в номінації «Майстер».

## Виставки
- Виставки робіт сім'ї Леоніда Носирєва — Віри Кудрявцевої-Енгаличевой в Москві і Івантєєвке (2011).[7]
- Ювілей Бориса Шергін в Архангельську відзначили виставкою, де були представлені ескізи з мультфільмів по його казкам (2013).[8]
- Виставка «Незабутий кінематограф. Весела карусель» проходив в галереї «Нагірна». На виставке були представлені ескізи і робочі матеріали до сюжетів «Веселої каруселі» з фондів Державного центрального музею кіно і деяких приватних колекцій. Демонструвався безперервний показ мультфільмів і документального фільму про творців «Веселої каруселі».[9]